# خليد بن عبد الله الحنفي
خليد بن عبد الله الحنفي البكري
ولاة زياد خراسان وكانت مدة ولايته قصيرة جداً وكان قبلها والياً على ولايات في خراسان قبل أن يلي خراسان كلها أشهرا ثم عزله زياد.